# Вачадзе Амбако Автанділович
Амбако Автанділович Вачадзе (груз. ვაჩაძე ამბაკო, рос. Амбако Автандилович Вачадзе; нар. 17 березня 1983, Кутаїсі, Грузинська РСР) —  російський борець греко-римського стилю, призер та чемпіон світу, триразовий чемпіон Європи, призер кубку світу. Майстер спорту міжнародного класу.

## Біографія
Народився в Кутаїсі. Боротьбою займається з 1996 року. Перший тренер Ерік Задиханов. У 16 років переїхав з Кутаїсі тренуватися в селище Балакірево (Володимирська область, Російська Федерація). Після перемоги на чемпіонаті світу 2010 року йому дали однокімнатну квартиру в Москві.

## Виступи на Чемпіонатах світу
| Змагання                        | Збірна | Вагова категорія | Місце  |
| ------------------------------- | ------ | ---------------- | ------ |
| Чемпіонат світу з боротьби 2007 | Росія  | 66 кг            | 23     |
| Чемпіонат світу з боротьби 2009 | Росія  | 66 кг            | Бронза |
| Чемпіонат світу з боротьби 2010 | Росія  | 66 кг            | Золото |
| Чемпіонат світу з боротьби 2011 | Росія  | 66 кг            | 32     |

На чемпіонаті світу 2010 року грузин Амбако Вачадзе, що виступає за Росію виграв у півфіналі у лезгина Віталія Рагімова, що народився у Вірменії, але представляє Азербайджан та подолав у фіналі вірменина Армена Варданяна, що виступає за Україну. В свою чергу, Армен Варданян переміг у півфіналі азербайджанця Васифа Арзуманова, що представляє Туреччину.

## Виступи на Чемпіонатах Європи
| Змагання                         | Збірна | Вагова категорія | Місце  |
| -------------------------------- | ------ | ---------------- | ------ |
| Чемпіонат Європи з боротьби 2009 | Росія  | 66 кг            | Золото |
| Чемпіонат Європи з боротьби 2010 | Росія  | 66 кг            | Золото |
| Чемпіонат Європи з боротьби 2011 | Росія  | 66 кг            | Золото |

## Виступи на Кубках світу
| Змагання                    | Збірна | Вагова категорія | Місце  |
| --------------------------- | ------ | ---------------- | ------ |
| Кубок світу з боротьби 2007 | Росія  | 66 кг            | 5      |
| Кубок світу з боротьби 2008 | Росія  | 66 кг            | Бронза |
| Кубок світу з боротьби 2009 | Росія  | 66 кг            | 4      |
| Кубок світу з боротьби 2011 | Росія  | 66 кг            | 10     |

## Виступи на інших змаганнях
| Змагання                                                  | Збірна | Вагова категорія | Місце  |
| --------------------------------------------------------- | ------ | ---------------- | ------ |
| Гран-прі Німеччини з боротьби 2005                        | Росія  | 66 кг            | Бронза |
| Чемпіонат світу з боротьби серед військовослужбовців 2006 | Росія  | 66 кг            | Бронза |
| Турнір Дана Колова — Николи Петрова 2007                  | Росія  | 66 кг            | Бронза |
| Турнір Івана Піддубного 2008                              | Росія  | 66 кг            | Бронза |
| Турнір Івана Піддубного 2009                              | Росія  | 66 кг            | Бронза |
| Гран-прі Німеччини з боротьби 2009                        | Росія  | 66 кг            | Золото |
| Турнір Вехбі Емре 2010                                    | Росія  | 66 кг            | Золото |
| Золотий Гран-прі з боротьби 2010                          | Росія  | 66 кг            | Бронза |
| Золотий Гран-прі з боротьби 2010                          | Росія  | 66 кг            | 17     |
| Кубок Владислава Питласинські 2011                        | Росія  | 66 кг            | Золото |
| Вогні Москви 2011                                         | Росія  | 66 кг            | Золото |
| Меморіал Олега Караваєва 2011                             | Росія  | 66 кг            | Золото |
| Турнір Івана Піддубного 2012                              | Росія  | 66 кг            | 5      |
| Олімпійський кваліфікаційний турнір 2012                  | Росія  | 66 кг            | 7      |
| Henri Deglane Challenge 2012                              | Росія  | 74 кг            | Золото |